# لويجي مايفريدي
لويجي مايفريدي (بالإيطالية: Luigi Maifredi)‏ أو كما يطلق عليه أحباؤه «جيجي مايفريدي» مدرب كرة قدم إيطالي وصحفي متخصص بأخبار الرياضة في التلفزيون الإيطالي ولد في 20 أبريل، 1947. درب خلال مسيرته الرياضية عدة أندية إيطالية كما درب نادي الترجي الرياضي التونسي ونادي «ألباسيتي» لكرة القدم الإسباني. كما كان مقدمًا لبرنامج " Quelli che il calcio e" الرياضي الناجح خلال الفترة ما بين 2003 و2008 على قناة «راي دوي» الإيطالية قبل أن يصبح حاليًا محللا رياضيًا لعدة قنوات رياضية أخرى.

## وصلات خارجية
- لويجي مايفريدي على موقع قاعدة بيانات كرة القدم.إي يو (الإنجليزية)
- لويجي مايفريدي على موقع عالم كرة القدم.نت (الإنجليزية)